# Arthur T. Hannett
Arthur Thomas Hannett (* 17. Februar 1884 in Lyons, Wayne County, New York; † 18. März 1966 in Albuquerque, New Mexico) war ein US-amerikanischer Politiker und von 1925 bis 1927 der siebte  Gouverneur des Bundesstaates New Mexico.

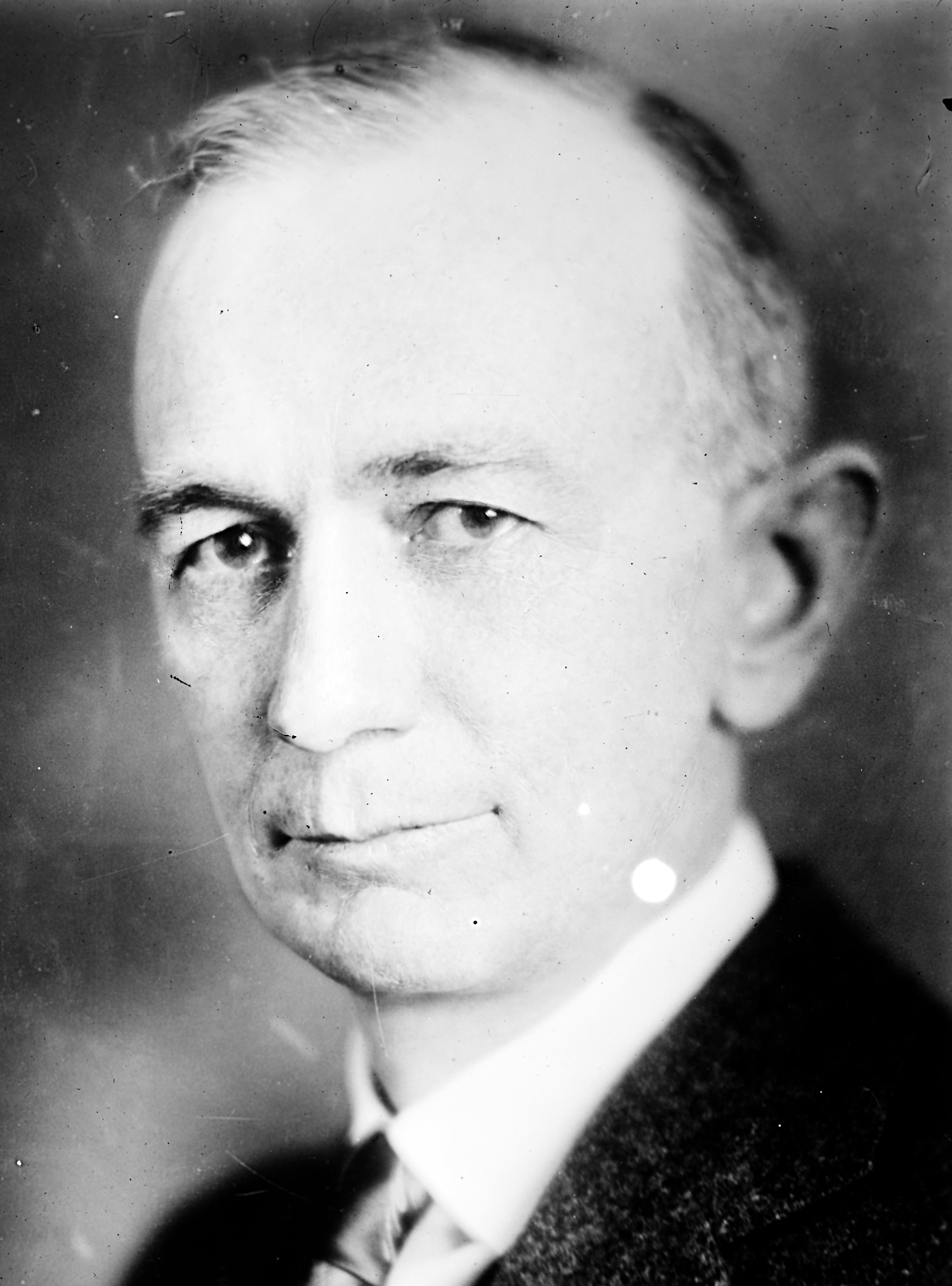
Arthur T. Hannett

## Frühe Jahre und politischer Aufstieg
Arthur Hannett besuchte die University at Buffalo und dann bis 1910 die Syracuse University, wo er Jura studierte. Im Jahr 1911 zog er nach Gallup in New Mexico, wo er sich als Anwalt niederließ.
Hannett war Mitglied der Demokratischen Partei. Im Jahr 1912 war er Delegierter zur Democratic National Convention in Baltimore, auf der Woodrow Wilson als Präsidentschaftskandidat nominiert wurde. Im weiteren Verlauf seines Lebens war er auch noch auf den Conventions der Jahre 1920, 1936 und 1940. Zwischen 1914 und 1916 war er Anwalt der Stadt Gallup. Während des Ersten Weltkrieges war er bei der Lebensmittelverwaltungsbehörde angestellt. Danach amtierte er von 1918 bis 1922 als Bürgermeister von Gallup.

## Gouverneur von New Mexico
Am 4. November 1924 wurde Hannett mit 48,8 Prozent der Stimmen zum neuen Gouverneur seines Staates gewählt; sein republikanischer Gegner Manuel B. Otero verlor knapp mit einem Anteil von 48,6 Prozent. Er trat seine zweijährige Amtszeit am 1. Januar 1925 an. In dieser Zeit profitierte auch New Mexico vom allgemeinen wirtschaftlichen Aufschwung der 1920er Jahre. Damals wurden in New Mexico die Wahlgesetze reformiert und eine offizielle Staatsflagge entworfen. Hannetts Amtszeit verlief ohne besondere Vorkommnisse. Er strebte im Jahr 1926 erfolglos eine Wiederwahl an und musste nach der Niederlage am 1. Januar 1927 aus seinem Amt ausscheiden.

## Weiterer Lebenslauf
Nach dem Ende seiner Gouverneurszeit blieb Hannett weiterhin politisch interessiert; ein öffentliches Amt hat er jedoch nicht mehr ausgeübt. Stattdessen arbeitete er wieder als Anwalt. Arthur Hannett starb im März 1966. Er war mit Louise Westfall verheiratet, mit der ein Kind hatte.